# Brachoria glendalea
Brachoria glendalea är en mångfotingart som först beskrevs av Chamberlin 1918.  Brachoria glendalea ingår i släktet Brachoria och familjen Xystodesmidae. Inga underarter finns listade i Catalogue of Life.